# Orest Kindrachuk
Orest Michael Kindrachuk (né le 14 septembre 1950  à Nanton dans l'Alberta au Canada) est un joueur professionnel de hockey sur glace.

## Carrière en club
Kindrachuk commence la saison en 1967-1968 avec les Blades de Saskatoon dans la Ligue de hockey de l'Ouest, ligue junior du Canada. Il passe quatre saisons avec les Blades avant de signer avec les Flyers de Philadelphie de la Ligue nationale de hockey le 1er juillet 1971. En 1971-1972, il rejoint les rangs de la Western Hockey League, ligue professionnelle de la côte Ouest du Canada ; il joue alors avec les Gulls de San Diego. Puis fait ses débuts avec les Flyers de Philadelphie en 1972-1973 même s'il joue la quasi-totalité de la saison dans la Ligue américaine de hockey avec les Robins de Richmond.
Kindrachuk fait partie de l'équipe qui gagne à deux reprises la Coupe Stanley en 1974 et 1975 ; il reste un total de six saisons chez les Flyers.
En 1978, il rejoint les Penguins de Pittsburgh et devient le capitaine de l'équipe dès cette première saison. Lors de cette  saison avec les Penguins, il termine deuxième meilleur pointeur de la franchise derrière Greg Malone avec soixante points, cinq de moins que Malone. Il quitte le club des Penguins en signant avec les Capitals de Washington en septembre 1981 mais ne jouer que quatre matchs avant d'être libéré de son contrat en décembre de la même année.

## Statistiques
| Saison     | Équipe                 | Ligue      |     | Saison régulière | Saison régulière | Saison régulière | Saison régulière | Saison régulière |    | Séries éliminatoires | Séries éliminatoires | Séries éliminatoires | Séries éliminatoires | Séries éliminatoires |
| Saison     | Équipe                 | Ligue      | PJ  | B                | A                | Pts              | Pun              | PJ               | B  | A                    | Pts                  | Pun                  |                      |                      |
| 1970-1971  | Blades de Saskatoon    | WHL        | 61  | 49               | 100              | 149              | 103              |                  |    |                      |                      |                      |                      |                      |
| 1971-1972  | Gulls de San Diego     | WCHL       | 61  | 18               | 36               | 54               | 77               | 4                | 1  | 1                    | 2                    | 0                    |                      |                      |
| 1972-1973  | Robins de Richmond     | LAH        | 72  | 35               | 51               | 86               | 133              | 3                | 0  | 1                    | 1                    | 10                   |                      |                      |
| 1972-1973  | Flyers de Philadelphie | LNH        | 2   | 0                | 0                | 0                | 0                |                  |    |                      |                      |                      |                      |                      |
| 1973-1974  | Flyers de Philadelphie | LNH        | 71  | 11               | 30               | 41               | 85               | 17               | 5  | 4                    | 9                    | 17                   |                      |                      |
| 1974-1975  | Flyers de Philadelphie | LNH        | 60  | 10               | 21               | 31               | 72               | 14               | 0  | 2                    | 2                    | 12                   |                      |                      |
| 1975-1976  | Flyers de Philadelphie | LNH        | 76  | 26               | 49               | 75               | 101              | 16               | 4  | 7                    | 11                   | 4                    |                      |                      |
| 1976-1977  | Flyers de Philadelphie | LNH        | 78  | 15               | 36               | 51               | 79               | 10               | 2  | 1                    | 3                    | 0                    |                      |                      |
| 1977-1978  | Flyers de Philadelphie | LNH        | 73  | 17               | 45               | 62               | 128              | 12               | 5  | 5                    | 10                   | 13                   |                      |                      |
| 1978-1979  | Penguins de Pittsburgh | LNH        | 79  | 18               | 42               | 60               | 84               | 7                | 4  | 1                    | 5                    | 7                    |                      |                      |
| 1979-1980  | Penguins de Pittsburgh | LNH        | 52  | 17               | 29               | 46               | 63               |                  |    |                      |                      |                      |                      |                      |
| 1980-1981  | Penguins de Pittsburgh | LNH        | 13  | 3                | 9                | 12               | 34               |                  |    |                      |                      |                      |                      |                      |
| 1981-1982  | Capitals de Washington | LNH        | 4   | 1                | 0                | 1                | 2                |                  |    |                      |                      |                      |                      |                      |
| Totaux LNH | Totaux LNH             | Totaux LNH | 508 | 118              | 261              | 379              | 648              | 76               | 20 | 20                   | 40                   | 53                   |                      |                      |